# Де Вит, Стефан
Стефан де Вит (африк. Stephan de Wit; род. 1 января 1992 года, Феринихинг) — южноафриканский регбист, игрок третьей линии клуба «Локомотив-Пенза».

## Биография
Де Вит выступал за «Соколов» на нескольких молодежных турнирах, включая Неделю Академий до 16 лет в 2008 году и недели Крейвена до 18 лет в 2009 и 2010 годах. В 2011 году перешёл в академию «Лайонз», где выступал за юношескую команду до 19 лет. Взрослый дебют состоялся на Кубке Vodacom 2012 года, выйдя на замену во второй половине игры против «Леопардс» (поражение 16:23). Сезон 2013 года провел в турнире для игроков не старше 21 года. В следующем сезоне снова попадает во взрослый состав. Дебютирует в Супер Регби в матче против австралийцев из Квинсленд Редс. В 2015 году провел провел все 12 матчей за «Лайонз» в Кубке Карри, в том числе сыграл в финальной игре против Сентрал Читаз и стал обладателем трофея. В 2016 году проводит сезон как игрок запаса.
В начале 2017 года де Вит перешёл в «Стормерз». Спустя неделю после перехода сломал лодыжку и выбыл на длительный срок. Восстановившись от травмы сыграл 6 матчей и стал обладателем Кубка Карри во второй раз. 
В 2018 году пополнил ряды клуба «Саутерн Кингз» выступающего в Про14. В команде был игроком ротации. В начале 2020 года было объявлено, что игрок присоединился к своим соотечественникам Стефану Малану, Стефану Гриффу, а также ряду других, и будет выступать за казанскую команду «Стрела».